# Öjetjärnen
Öjetjärnen är en sjö i Härnösands kommun i Ångermanland och ingår i Gådeåns huvudavrinningsområde. Sjön har en area på 0,0509 kvadratkilometer och ligger 101,5 meter över havet. Sjön avvattnas av vattendraget Brånsån.

## Delavrinningsområde
Öjetjärnen ingår i det delavrinningsområde (694459-159427) som SMHI kallar för Inloppet i Öjesjön. Medelhöjden är 135 meter över havet och ytan är 0,88 kvadratkilometer. Räknas de 8 avrinningsområdena uppströms in blir den ackumulerade arean 49,9 kvadratkilometer. Brånsån som avvattnar avrinningsområdet har biflödesordning 2, vilket innebär att vattnet flödar genom totalt 2 vattendrag innan det når havet efter 17 kilometer. Avrinningsområdet består mestadels av skog (66 procent), öppen mark (12 procent) och jordbruk (12 procent). Avrinningsområdet har 0,05 kvadratkilometer vattenytor vilket ger det en sjöprocent på 5,6 procent.